# Sidi Taibi
Sidi Taibi (en àrab سيدي طيبي, Sīdī Ṭaybī; en amazic ⵙⵉⴷⵉ ⵟⵢⵢⴱⵉ) és una comuna rural de la província de Kénitra, a la regió de Rabat-Salé-Kenitra, al Marroc. Segons el cens de 2014 tenia una població total de 53.449 persones.